# Sudafrica ai Giochi olimpici
Il Sudafrica ha partecipato per la prima volta ai Giochi olimpici nel 1908. Tuttavia, 8 atleti delle colonie britanniche hanno partecipato ai Giochi del 1904, tra cui i primi due neri.
Gli atleti sudafricani hanno vinto 95 medaglie ai Giochi olimpici estivi, mentre non ne hanno mai vinta alcuna ai Giochi olimpici invernali.
Il Comitato Olimpico e Confederazione Sportiva del Sudafrica venne creato e riconosciuto dal CIO nel 1991. Un precedente comitato, il SANOC, è esistito ed è stato riconosciuto dal 1908, in seguito a una mozione del CIO del 1907 che riuniva le quattro colonie britanniche (del Capo, del fiume Orange, del Natal e del Transvaal) sotto il nome di Africa del Sud. Questo comitato non è più invitato a partecipare dopo il 1962 per causa dell’apartheid, ed è escluso dal movimento olimpico dal 1972. Il ritorno dei sudafricani dovrà aspettare il 1992, trent'anni dopo.

## Medaglieri

### Medaglie alle Olimpiadi estive
| Giochi                 | Oro              | Argento          | Bronzo           | Totale           |
| ---------------------- | ---------------- | ---------------- | ---------------- | ---------------- |
| 1896 Atene             | non partecipante | non partecipante | non partecipante | non partecipante |
| 1900 Parigi            | non partecipante | non partecipante | non partecipante | non partecipante |
| 1904 St. Louis         | 0                | 0                | 0                | 0                |
| 1908 Londra            | 1                | 1                | 0                | 2                |
| 1912 Stoccolma         | 4                | 2                | 0                | 6                |
| 1920 Anversa           | 3                | 4                | 3                | 10               |
| 1924 Parigi            | 1                | 1                | 1                | 3                |
| 1928 Amsterdam         | 1                | 0                | 2                | 3                |
| 1932 Los Angeles       | 2                | 0                | 3                | 5                |
| 1936 Berlino           | 0                | 1                | 0                | 1                |
| 1948 Londra            | 2                | 1                | 1                | 4                |
| 1952 Helsinki          | 2                | 4                | 4                | 10               |
| 1956 Melbourne         | 0                | 0                | 4                | 4                |
| 1960 Roma              | 0                | 1                | 2                | 3                |
| 1964 Tokyo             | non partecipante | non partecipante | non partecipante | non partecipante |
| 1968 Città del Messico | non partecipante | non partecipante | non partecipante | non partecipante |
| 1972 Monaco            | non partecipante | non partecipante | non partecipante | non partecipante |
| 1976 Montreal          | non partecipante | non partecipante | non partecipante | non partecipante |
| 1980 Mosca             | non partecipante | non partecipante | non partecipante | non partecipante |
| 1984 Los Angeles       | non partecipante | non partecipante | non partecipante | non partecipante |
| 1988 Seoul             | non partecipante | non partecipante | non partecipante | non partecipante |
| 1992 Barcellona        | 0                | 2                | 0                | 2                |
| 1996 Atlanta           | 3                | 1                | 1                | 5                |
| 2000 Sydney            | 0                | 2                | 3                | 5                |
| 2004 Atene             | 1                | 3                | 2                | 6                |
| 2008 Pechino           | 0                | 1                | 0                | 1                |
| 2012 Londra            | 3                | 2                | 1                | 6                |
| 2016 Rio de Janeiro    | 2                | 6                | 2                | 10               |
| 2020 Tokyo             | 1                | 2                | 0                | 3                |
| 2024 Parigi            | 1                | 3                | 2                | 6                |
| Totale                 | 28               | 36               | 31               | 95               |

### Medaglie alle Olimpiadi invernali
| Giochi              | Oro              | Argento          | Bronzo           | Totale           |
| ------------------- | ---------------- | ---------------- | ---------------- | ---------------- |
| 1960 Squaw Valley   | 0                | 0                | 0                | 0                |
| 1964 Innsbruck      | non partecipante | non partecipante | non partecipante | non partecipante |
| 1968 Grenoble       | non partecipante | non partecipante | non partecipante | non partecipante |
| 1972 Sapporo        | non partecipante | non partecipante | non partecipante | non partecipante |
| 1976 Innsbruck      | non partecipante | non partecipante | non partecipante | non partecipante |
| 1980 Lake Placid    | non partecipante | non partecipante | non partecipante | non partecipante |
| 1984 Sarajevo       | non partecipante | non partecipante | non partecipante | non partecipante |
| 1988 Calgary        | non partecipante | non partecipante | non partecipante | non partecipante |
| 1992 Albertville    | non partecipante | non partecipante | non partecipante | non partecipante |
| 1994 Lillehammer    | 0                | 0                | 0                | 0                |
| 1998 Nagano         | 0                | 0                | 0                | 0                |
| 2002 Salt Lake City | 0                | 0                | 0                | 0                |
| 2006 Torino         | 0                | 0                | 0                | 0                |
| 2010 Vancouver      | 0                | 0                | 0                | 0                |
| 2014 Sochi          | non partecipante | non partecipante | non partecipante | non partecipante |
| 2018 PyeongChang    | 0                | 0                | 0                | 0                |
| 2022 Pechino        | non partecipante | non partecipante | non partecipante | non partecipante |
| Totale              | 0                | 0                | 0                | 0                |

### Medaglie per disciplina

#### Olimpiadi estive
| Sport            | Oro | Argento | Bronzo | Totale |
| ---------------- | --- | ------- | ------ | ------ |
| Atletica leggera | 9   | 15      | 6      | 30     |
| Nuoto            | 8   | 8       | 6      | 22     |
| Pugilato         | 6   | 4       | 9      | 19     |
| Tennis           | 3   | 2       | 1      | 6      |
| Ciclismo         | 1   | 4       | 4      | 9      |
| Canottaggio      | 1   | 1       | 1      | 3      |
| Surf             | 0   | 1       | 0      | 1      |
| Tiro a segno     | 0   | 1       | 0      | 1      |
| Canoa/kayak      | 0   | 0       | 1      | 1      |
| Rugby a 7        | 0   | 0       | 1      | 1      |
| Triathlon        | 0   | 0       | 1      | 1      |
| Totale           | 28  | 36      | 31     | 95     |